# Angerona douglasaria
Angerona douglasaria là một loài bướm đêm trong họ Geometridae.